# Neoconocephalus finitimus
Neoconocephalus finitimus is een rechtvleugelig insect uit de familie sabelsprinkhanen (Tettigoniidae). De wetenschappelijke naam van deze soort is voor het eerst geldig gepubliceerd in 1907 door Heinrich Hugo Karny.